# پل کاگامه
پل کاگامه (به فرانسوی: Paul Kagame) (زاده ۲۳ اکتبر ۱۹۵۷)، رئیس‌جمهور وقت رواندا از ۲۲ آوریل ۲۰۰۰ است.

## زندگی
کاگامه قبلاً فرمانده نیروهای شورشی ای که نسل‌کشی در رواندا را (سال ۱۹۹۴) به پایان رساندند، بود.
او به عنوان معاون رئیس جمهور و وزیر دفاع از سال ۱۹۹۴ تا ۲۰۰۰ بود.
کاگامه در انتخابات ریاست جمهوری رواندا سال ۲۰۱۰ که دومین انتخابات این کشور پس از نسل‌کشی سال ۱۹۹۴ بود به پیروزی رسید و برای هفت سال دیگر به عنوان رئیس‌جمهور این کشور برگزیده شد. کاگامه در سال ۲۰۰۳ با کسب ۹۵ درصد آرا در این سمت برگزیده شده بود.
پل کاگامه ۵۸ ساله از سال ۲۰۰۰ رسماً رئیس‌جمهوری بوده‌است، اما وی عملاً از زمانی که نیروهای شورشی تحت امرش در سال ۱۹۹۴ وارد کیگالی (پایتخت) شده و به نسل‌کشی این کشور خاتمه دادند، قدرت را به دست داشته‌است.
پل کاگامه، رئیس‌جمهوری رواندا، می‌گوید در نظر دارد برای سومین دوره، همچنان رئیس‌جمهور این کشور باقی بماند. با توجه به تغییراتی که در قانون اساسی این کشور انجام شده، آقای کاگامه می‌تواند تا سال ۲۰۳۴ میلادی همچنان بر مسند قدرت باقی بماند. تغییرات قانون اساسی رواندا پس از برگزاری همه‌پرسی در ماه دسامبر اعمال شد و به گفته دولت، ۹۸ درصد شرکت‌کنندگان در این همه‌پرسی با این تغییرات موافق بودند. در انتخابات ریاست جمهوری سال ۲۰۱۷ وی مجدداً برای یک دوره دیگر با کسب ۹۹ درصد آرا، پیروز شد.
حزب سبز دمکراتیک که حزبی کوچک اما تنها حزب مخالف واقعی این کشور محسوب می‌شود، تلاش کرد تا از طریق قانونی مانع از اجرای همه‌پرسی و تغییر در قانون اساسی شود، اما دادگاه روآندا این اعتراض را رد کرد. این حزب همچنین به نداشتن فرصت برای برگزاری کارزار تبلیغاتی علیه تغییر قانون اساسی اعتراض کرده‌است.
منتقدان کاگامه وی را به تضعیف دموکراسی و سرکوب مخالفان متهم کرده‌اند؛ این در حالی است که حامیان وی از کاگامه به دلیل پایان دادن به نسل‌کشی و ایجاد ثبات و رشد اقتصادی در این کشور تمجید کرده‌اند.
دولت کاگامه به لطف کمک‌های بین‌المللی توانست شرایط اقتصادی روآندا را بهبود بخشد و به خدمات و تکنولوژی‌های جدید و مدرن کردن صنعت کشاورزی در این کشور متمرکز شده و دارای نرخ رشد اقتصادی بالایی شده‌است.